# Mel 111
Mel 111 (o Ammasso della Chioma di Berenice) è un esteso ammasso aperto visibile nella costellazione della Chioma di Berenice. Di fatto, è la costellazione stessa; si tratta di uno degli ammassi aperti più vicini a noi ed è perfettamente visibile anche ad occhio nudo.

## Osservazione

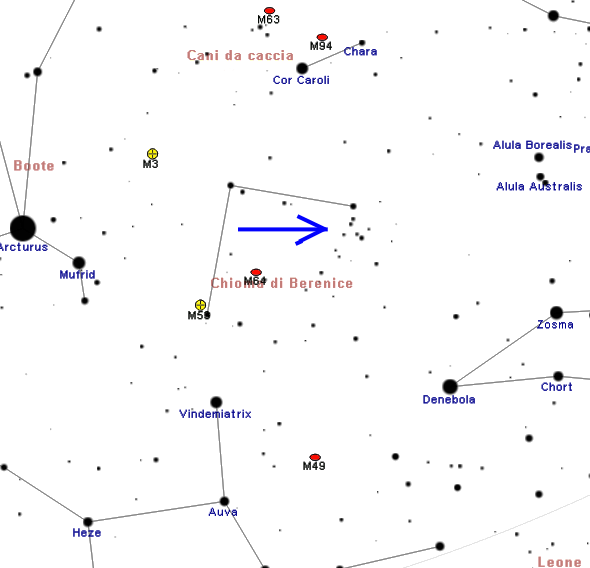
Mappa per individuare Mel 111.

L'ammasso è composto da alcune decine di stelle sparse su un'area di alcuni gradi, molte delle quali sono ben visibili ad occhio nudo in un cielo limpido e non inquinato; tali stelle sono disposte a formare una sorta di cono o di "chioma" (da cui deriva il nome della costellazione) e alcune di esse formano delle coppie molto larghe. Lo strumento ideale per la sua osservazione è il binocolo, con cui è possibile contenerlo nella visuale dell'oculare e in cui sono visibili decine di componenti. Un telescopio, anche se di piccole dimensioni, offre ingrandimenti troppo forti e pertanto diventa impossibile apprezzarne la natura di ammasso.
La sua declinazione è boreale, ma non eccessivamente lontano dall'equatore celeste, pertanto quest'ammasso è ben osservabile da tutte le regioni abitate della Terra, anche dell'emisfero australe, dove però resta sempre relativamente basso sull'orizzonte settentrionale. Il periodo migliore per la sua osservazione nel cielo serale è quello compreso fra febbraio e agosto; nell'emisfero boreale è una tipica figura dominante nelle notti primaverili e di inizio estate.

## Storia delle osservazioni

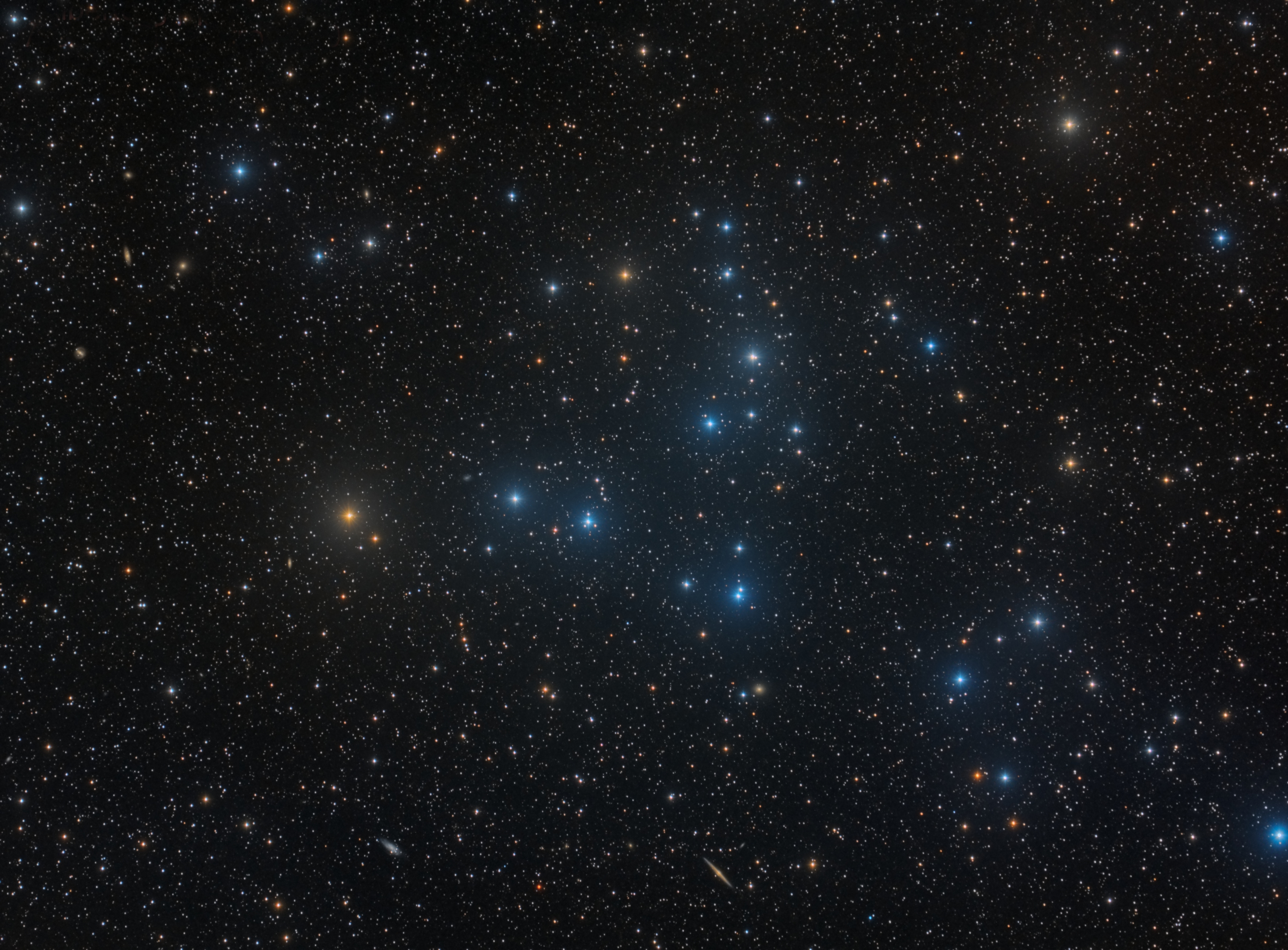
Fotografia dell'ammasso Mel 111.

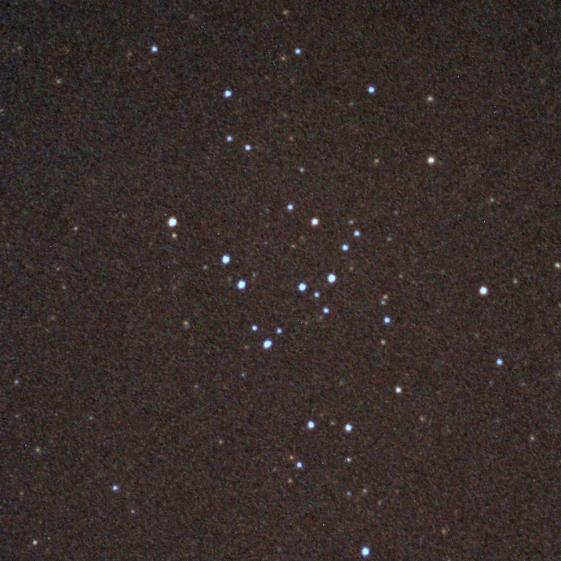
L'ammasso Mel 111 visto sotto un cielo moderatamente affetto da inquinamento luminoso.

Le sue componenti sono note fin dagli albori della civiltà, e venivano considerate come la chioma della coda del Leone; la loro disposizione infatti suggerisce l'idea di una chioma: la stella più brillante del gruppo, la γ Comae Berenices, rappresenta il vertice dal quale si originino due concatenazioni di stelle quasi perpendicolari fra loro a formare una chioma. È da notare tuttavia come la stella γ non appartenga all'ammasso, essendo quasi due volte più vicina a noi. Successivamente, la sua forma suggerì l'idea di una lunga chioma di capelli femminile.
Mai in epoca storica l'oggetto fu considerato un ammasso aperto: similmente alle componenti del Grande Carro, la sua grande estensione e la relativa vicinanza a noi faceva pensare che si trattasse di una associazione casuale di stelle, come tante se ne vedono nella volta celeste. Catalogato per la prima volta nel 1915 dall'astronomo Philibert Jacques Melotte come Melotte 111 e successivamente inserito nel Catalogo Collinder come Cr 256, la sua vera natura di ammasso fu provata solo nel 1938 da Robert Julius Trumpler, e per questo motivo non è contemplato nei cataloghi Messier e NGC; grazie all'osservazione che le sue componenti sono in movimento tangenziale con velocità 0,02 secondi d'arco all'anno in direzione PA=218º, è stato possibile identificarne l'appartenenza. La distanza dal Sistema solare è stata recentemente affinata dal satellite ESA Hipparcos, con una misurazione di 288 anni luce.

## Caratteristiche
Mel 111 è formato da una sessantina di componenti fino alla magnitudine 7, tutte ben visibili con un semplice binocolo, il quale si rivela essere pure lo strumento ideale per la sua osservazione; il numero totale delle sue stelle è invece pari a circa 270, dunque non appare essere un ammasso particolarmente ricco, essendo circa un quarto del numero di stelle dell'ammasso delle Pleiadi. Si sospetta inoltre che a sua concentrazione sia sufficientemente bassa da permettere alle stelle di più piccola massa, come le nane rosse, di sfuggire alla sua attrazione gravitazionale per disperdersi nel campo stellare del nostro braccio di spirale. Si tratta inoltre di un oggetto relativamente giovane, con un'età stimata fra i 400 e i 600 milioni di anni.
La sua massa è inferiore alle 100 masse solari, mentre la densità è pari a dieci stelle per parsec; il suo diametro reale sarebbe invece di 22,5 anni luce. Non sono presenti stelle di grande massa, mentre alcune delle stelle più massicce si stanno evolvendo verso la fase di gigante rossa. Fra le sue stelle si possono osservare un gran numero di galassie esterne.

### Libri
- (EN) Stephen James O'Meara, Deep Sky Companions: Hidden Treasures, Cambridge University Press, 2007, ISBN 0-521-83704-9.

### Carte celesti
- Tirion, Rappaport, Lovi, Uranometria 2000.0 - Volume II - The Southern Hemisphere to +6°, Richmond, Virginia, USA, Willmann-Bell, inc., 1987, ISBN 0-943396-15-8.
- Tirion, Sinnott, Sky Atlas 2000.0 - Second Edition, Cambridge, USA, Cambridge University Press, 1998, ISBN 0-933346-90-5.
- Tirion, The Cambridge Star Atlas 2000.0, 3ª ed., Cambridge, USA, Cambridge University Press, 2001, ISBN 0-521-80084-6.